# الصوينة (قرية)

تعديل مصدري - تعديل

الصوينة  هي إحدى قرى مديرية ماوية بمحافظة تعز اليمنية، بلغ تعداد سكانها 475 نسمة حسب التعداد السكاني في اليمن في 2004.